# 小行星8025
小行星8025（8025 Forrestpeterson）是一颗绕太阳运转的小行星，为主小行星带小行星。该小行星于1991年3月发现。

## 轨道参数
小行星8025的轨道半长轴为410 741 012 km（2.7455950 UA），离心率为0.111。